# Servando Mayor García
Servando Mayor García, Hermano Marista (20 de julio de 1952, Hornillos del Camino Burgos - 31 de octubre de 1996, campo de refugiados de Nyamirangwe, Bugobe, antiguo Zaire, hoy República Democrática del Congo). Fue uno de los cuatro Hermanos Maristas españoles asesinados en 1996 en el campo de refugiados ruandeses de Nyamirangwe.

## Biografía y trabajo
Nació el 20 de julio de 1952 en Hornillos del Camino (Burgos). De sus 10 hermanos, otros dos como él (Serafín y Fernando), también son Hermanos Maristas. Servando hizo el noviciado en Maimón (Córdoba) el 29 de junio de 1970 y la primera profesión en Villalba, el 20 de junio de 1971. Se dedicó a la enseñanza y formación de la juventud en varios de los colegios de la Provincia Marista Bética como profesor o como director. En el Colegio Marista de Granada fue nombrado superior de la comunidad desde 1985 a 1988. De 1992 a 1995 fue responsable del equipo provincial de Pastoral y consejero provincial.

## En Zaire

### Llegada
Debido a la tragedia que estaba ocurriendo desde 1994 en Ruanda, por la que habían sido asesinados seis hermanos ruandeses el superior general tomó la decisión de hacer un llamamiento general a todo el Instituto para que acudieran allí hermanos de otros países a formar comunidad.
En 1995 Servando se ofreció para ir de misionero a Ruanda, formando comunidad con Hermanos ruandeses. Más tarde formó comunidad con los hermanos Miguel Ángel, Julio y Fernando, siendo el Superior de esta comunidad de Bugobe. Estos cuatro Hermanos desarrollaron allí una labor de ayuda a los refugiados a los que ayudaron en su angustiosa situación. Para Servando esta era su primera experiencia misionera.

### Cartas de Servando
Las cartas del marista a su madre Otilia García y a sus hermanos eran un documento bastante preciso de las condiciones de vida, la penuria y la miseria de los más de dos millones de refugiados ruandeses en Zaire. También reflejaban la situación de guerra que se vivía desde hace cuatro años, aunque en ellas intentaba no preocupar a su familia.
En las mismas también denunciaba la situación de injusticia que se vivía en el campo de refugiado donde, según afirmaba, «hay funcionarios de ONG que cobran 7.000 dólares al mes». También narraba que mientras tanto, «un refugiado debe vivir una semana con un kilo de maíz y 800 gramos de alubias».

### Petición de traslado
Ante el recrudecimiento del conflicto, el superior de la congregación, el Hermano Benito Arbués había invitado en repetidas ocasiones a salir del país. Los cuatro hermanos se negaron y contestaron que «el buen pastor no abandona a sus ovejas cuando estas más lo necesitan». Hasta ocho días antes de su asesinato, el superior les pedía su retorno, debido a la peligrosidad de su misión.

## Asesinato
El día 30 de octubre de 1996, Servando, en nombre de la comunidad hace una llamada internacional de socorro a través de la emisora de radio española COPE en la que solicitaron una intervención internacional
urgente que evitase la masacre de los refugiados, que ellos percibían en aquel momento como algo inminente (transcripción de la entrevista, archivo de sonido con la grabación).
En la mañana del día 31, Servando telefonea por la mañana a la Casa General de los Hermanos en Roma y da este mensaje: Se han marchado del campo de Nyamirangwe todas las personas. Estamos solos. Esperamos un ataque de un momento a otros. Si esta tarde no volvemos a telefonear será una mala señal. Lo más probable es que nos quiten la radio y el teléfono. La zona está muy agitada. Los refugiados huyen sin saber a dónde y es muy notoria la presencia de infiltrados y de personas violentas. Posteriormente, a las 13:50 horas añade: De nuevo nos hemos quedado solos, tal vez vuelvan otra vez los refugiados porque no saben a dónde ir. Nos quedamos porque no queremos mezclarnos con los militares ni con los grupos armados.
Esa misma tarde, a las 20 horas, Servando fue asesinado junto con los otros tres hermanos, muy probablemente por haberse convertido en observador incómodo, y también a causa de la mencionada petición de socorro. Tras haber sido torturados y ejecutados, su cuerpo, junto con el de los otros tres hermanos, fue arrojado a un pozo ciego de más de doce metros de profundidad situado a cincuenta metros de donde vivía. Todos fueron enterrados en Nyangezi.

### Reacciones
El 12 de noviembre de 1996 el Congreso de los Diputados aprobó por unanimidad la Proposición de Ley aprobando el envío de una fuerza internacional de intervención y haciendo mención de los cuatro españoles asesinados. La fuerza de intervención solicitada posteriormente fue bloqueada.
Toda la prensa española se hizo eco de la noticia. El enviado especial del diario El País, Alfonso Armada, en su crónica de los hechos narraba que los «misioneros estaban en primera línea de fuego».
En 1997 Manuel de Unciti publicó el libro Amaron hasta el final, que relata la vida y los hechos de estos hermanos.